# Centro Comercial Rosaleda
El Centro Comercial Rosaleda es un centro comercial localizado en el distrito Palma-Palmilla de la ciudad española de Málaga, próximo al Estadio La Rosaleda. Está localizado en la Avda. Simón Bolívar s/n.

## Características
Inaugurado en noviembre de 1993, se desarrolla en dos plantas de superficie comercial más una tercera en la que se localizan las oficinas de administración, con tres plantas sótanos destinadas a aparcamientos.
Posee una gran galería central con atrios circulares en cada extremo desde donde radian las galerías principales a las dos entradas peatonales en las esquinas sureste y suroeste y las galerías secundarias que conectan con el supermercado del Grupo Carrefour, que ocupa el fondo al norte. Los atrios y galerías principales están cubiertas por cúpulas de cristal, que dotan al centro de luz natural.

Transporte público: EMT y Portillo
Línea 15 : Santa Paula -Virreina
Línea 17: Atarazanas-Palma
Línea 18 :Teatinos-Ciudad Jardin
Linea 151:Aforo coches -Casabermeja
Línea 20 y 2 EMT Málaga